# هنری گرگوار (تاریخ)
هنری گرگوار (انگلیسی: Henri Grégoire; ۲۱ مارس ۱۸۸۱ – ۲۸ سپتامبر ۱۹۶۴) مورخ، استاد دانشگاه، و زبان‌شناس اهل بلژیک بود.